# 5185 Alerossi
Az 5185 Alerossi (ideiglenes jelöléssel 1990 RV2) a Naprendszer kisbolygóövében található aszteroida. Henry Holt fedezte fel 1990. szeptember 15-én.